# Alheim
Alheim – miejscowość i gmina w Niemczech, w kraju związkowym Hesja, w rejencji Kassel, w powiecie Hersfeld-Rotenburg.

## Współpraca
Miejscowość partnerska:
- Zandhoven, Belgia